# Fronda (arquitectura)

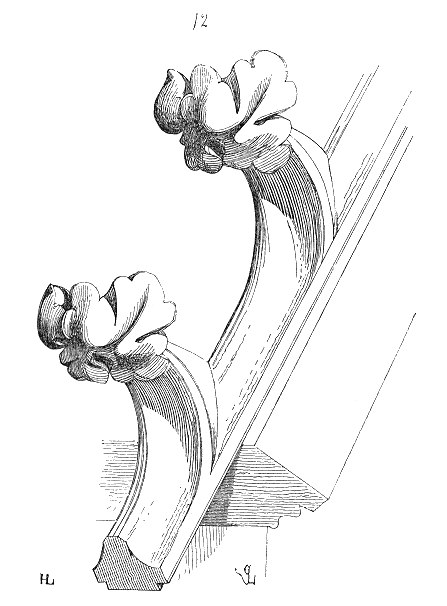
Frondas de un gablete.

Fronda es una ornamentación característica del estilo gótico que termina en forma de follaje como hojas salientes y excrecencias retorcidas o enrolladas en su extremidad. 
En arquitectura gótica suelen utilizarse principalmente para resaltar las vertientes de los tejados y bordeando los gabletes o piñones. 
Durante el siglo XIII también fueron usados para decorar molduras o cornisas y dinteles tomando el nombre de "hojas acornisadas" y cuando el tallo es muy largo toman el nombre de "cayados vegetales".
Forman parte del conjunto o tipo de ornamentos llamados adornos de flora o fitaria.